# Delta Peak
Der Delta Peak ist ein sehr spitzer Berg im westantarktischen Marie-Byrd-Land. Er ragt als markanter Eckpunkt des Ackerman Ridge 10 km nordöstlich des Mount Gjertsen in den La Gorce Mountains auf.
Der United States Geological Survey kartierte ihn anhand von Luftaufnahmen der United States Navy aus den Jahren von 1960 bis 1964. Teilnehmer der von 1969 bis 1970 dauernden Kampagne im Rahmen der  New Zealand Geological Survey Antarctic Expedition benannten ihn. Namensgebend ist ein auffälliges Felsband auf der Südseite des Berges, das die Form des griechischen Buchstaben Delta hat.